# ГЕС Гуаньді
ГЕС Гуаньді (官地水电站) — гідроелектростанція у центральній частині Китаю в провінції Сичуань. Знаходячись між ГЕС Цзіньпін II (вище по течії) та ГЕС Ертань, входить до складу каскаду на річці Ялунцзян, великому лівому допливу Янцзи.
В межах проекту річку перекрили греблею із ущільненого котком бетону висотою 168 метрів та довжиною 516 метрів, яка потребувала 4710 тис. м3 матеріалу. Вона утримує витягнуте на 58 км водосховище з об'ємом 759,7 млн м3 та припустимим коливанням рівня поверхні у операційному режимі між позначками 1321 та 1330 метрів НРМ (під час повені до 1334 метра НРМ).
Біля греблі на правобережжі облаштували підземний машинний зал, де встановлено чотири турбіни типу Френсіс потужністю по 600 МВт. Вони використовують напір від 108 до 128 метрів (номінальний напір 115 метрів) та забезпечують виробництво 11,9 млрд кВт-год електроенергії на рік.